# روبي تورنر (ممثلة)
روبي تورنر (بالإنجليزية: Ruby Turner)‏ هي مغنية وكاتبة أغاني وممثلة بريطانية، ولدت في 22 يونيو 1958 في مونتيغو باي في جامايكا.

## وصلات خارجية
- الموقع الرسمي
- روبي تورنر (ممثلة) على موقع IMDb (الإنجليزية)
- روبي تورنر (ممثلة) على موقع ألو سيني (الفرنسية)
- روبي تورنر (ممثلة) على موقع ميوزك برينز (الإنجليزية)
- روبي تورنر (ممثلة) على موقع أول موفي (الإنجليزية)
- روبي تورنر (ممثلة) على موقع أول ميوزيك (الإنجليزية)
- روبي تورنر (ممثلة) على موقع ديسكوغز (الإنجليزية)
- روبي تورنر (ممثلة) على موقع قاعدة بيانات الفيلم (الإنجليزية)
- روبي تورنر (ممثلة) على موقع كينوبويسك (الروسية)